# インフォメーション・ソサエティ

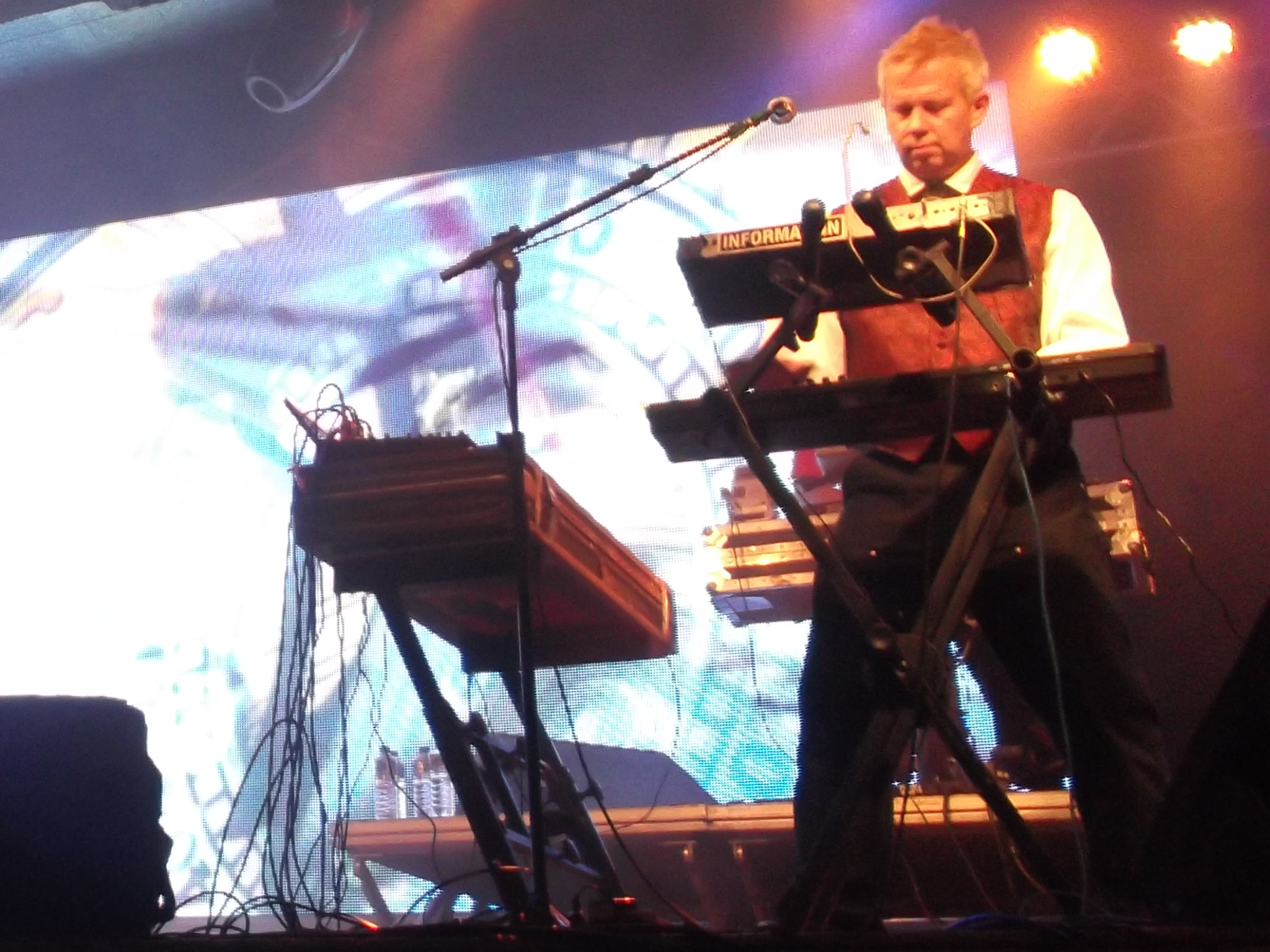
ポール・ロブ（2012年）

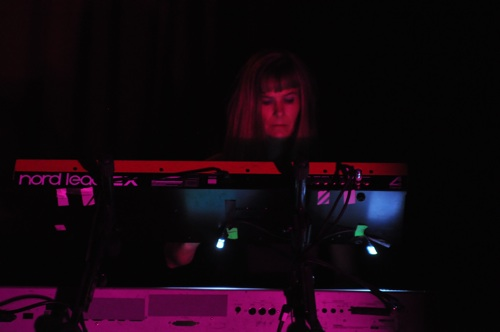
アマンダ・クレイマー（1986年から1988年のキーボーディスト）

インフォメーション・ソサエティ（Information Society）は、アメリカの音楽ユニットである。

## メンバー
現在のメンバー
- ポール・ロブ (Paul Robb) - キーボード、パーカッション (1982年–1993年、2004年–)
- カート・ハーランド (Kurt Harland) ボーカル、キーボード、パーカッション (1982年–1999年、2006年–)
- ジェイムス・キャシディ (James Cassidy) - ベース、ボーカル (1983年–1993年、2004年–)

旧メンバー
- パメラ・ツァーラ (Pamela Tzara/Brustman) - キーボード、パーカッション (1982年-1983年)
- クリスティン・リーダー (Kristin (Kaerlin) Leader) - キーボード (1983年)
- ムラット・コナー (Murat Konar) - ボーカル (1984年-1985年)
- アマンダ・クレイマー (Amanda Kramer) - キーボード (1986年-1988年)
- クリストファー・アントン (Christopher Anton) - ボーカル (2007年)

## ディスコグラフィ

### スタジオ・アルバム
- 『インフォメーション・ソサエティ』 - Information Society (1988年)
- 『HACK』 - Hack (1990年)
- 『ピース・アンド・ラヴ』 - Peace and Love, Inc. (1992年)
- Don't Be Afraid (1997年)
- Synthesizer (2007年)
- Hello World (2014年)
- Orders of Magnitude (2016年)

### ライブ・アルバム
- It Is Useless to Resist Us: Information Society Live (2013年)

### EP
- The InSoc EP (1983年)
- Creatures of Influence (1984年)
- Oscillator (2007年)
- Modulator (2009年)
- Land of the Blind (2014年)
- Brothers! Sisters! (2016年)

### コンピレーション・アルバム
- InSoc Recombinant (1999年)
- strange haircuts // cardboard guitars // and computer samples (2001年)
- Pure Energy (2004年)
- Apocryphon: Electro Roots 1982-1985 (2008年)
- Energize! Classic Remixes, Vol. 1 (2011年)
- Engage! Classic Remixes, Vol. 2 (2014年)
- Encode! Classic Remixes, Vol. 3 (2015年)

### シングル
- "Running" (1985年)
- "What's on Your Mind (Pure Energy)" (1988年) ※全米3位
- "Walking Away" (1988年) ※全米9位
- "Repetition" (1989年)
- 「LOVE・オン・ミー」 - "Lay All Your Love on Me" (1989年)
- 「シンク」 - "Think" (1990年)
- 「HOW LONG」 - "How Long" (1991年)
- "Peace & Love, Inc." (1992年)
- 「ミリオン・ワッツ・オブ・ラブ」 - "1,000,000 Watts Of Love" (1992年) ※日本限定盤
- "Going, Going, Gone" (1993年) ※アメリカ限定盤
- "Are Friends Electric?" (1997年) ※アメリカ・プロモ盤
- "What's on Your Mind (Pure Energy) '99" (1998年) ※アメリカ限定盤
- "Express Yourself / What's on Your Mind (Pure Energy) '99" (1999年) ※ブラジル限定盤
- "Running '01" (2001年) ※アメリカ限定盤
- "What's on Your Mind (Pure Energy) '01" (2001年) ※アメリカ限定盤
- "What's on Your Mind (Pure Energy) '02" (2002年) ※スペイン限定盤
- "Get Back" (2014年)
- "Land of the Blind" (2014年)
- "Nothing Prevails" (2018年)
- "Bennington" (2019年)
- "World Enough" (2019年)